# NGC 6829
إن جي سي 6829 التي يرمز لها بالرمز NGC 6829، هي مجرة، في كوكبة التنين.

## الاكتشاف
اكتشفت في 3 سبتمبر 1886، بواسطة لويس سويفت.